# チュアダンガ県
チュアダンガ県（チュアダンガけん）は　バングラデシュの西に位置する県名である。クルナ管区の一部である。

## 地理
チュアダンガ県は1,157.42キロ平方メートルの面積を有する。北東にクスティア県と、北西にメヘルプール県と、そして南かつ南東にジェナイダ県とそれぞれ接する。

## 行政区分
チュアダンガ県には４つの郡として存在する。
- アランダンガ郡
- チュアダンガ サダール郡
- ジバンナガール郡
- ダムルダ郡

## 人口
2001年の国勢調査でチュアダンガ県の人口は987,382人に及び、その内の50.82％が男性、49.18％が女性である。

## 宗教
3554棟のモスクが、218棟の寺院が、13棟の教会と3棟のブッダ教寺院が存在する。

## 教育
- 大学 - 12校
- 中等学校 - 48校
- 小学校 - 7校
- 政治主要学校 - 257校
- 非政治主要学校 - 120校
- 主要訓練学校 - 1校
- 職業訓練学校 - 1校
- 看護学校 - 1校
- マドラス - 63校
- 幼稚園 - 3校
- 英語中間学校 - 2校

## 経済
この県内の大多数は農業を占め、その内68％がその労働力を雇う。

## チュアダンガ県における着目項
| 使用品目名 | 地域数 (私有地) |
| ---------- | --------------- |
| 使用合計   | 283,679         |
| 耕作地     | 226,754         |
| 休閑地     | 15,245          |
| 森林地域   | 10              |
| 灌漑地域   | 126,760         |
| 川         | 549             |

| 品目名     | 合計数 | 長さ (km.) |
| ---------- | ------ | ---------- |
| 川         | 11     | 121        |
| 道路       | 16     | 177        |
| 英国式道路 | 54     | 120        |
| Kutcha道路 | 446    | 1,258      |
| 鉄道       | -      | 52         |
| 散歩道     | 68     | -          |

| 品目名        | 合計数 |
| ------------- | ------ |
| 貧困な軽減    | 12     |
| 極貧の修復    | 11     |
| 家族計画      | 6      |
| 田舎/成人教育 | 76     |
| 農耕 & 食物   | 60     |
| 道路 & 交流   | 57     |
| 健康          | 3      |
| 合計          | 195    |